# Francisco Giralte

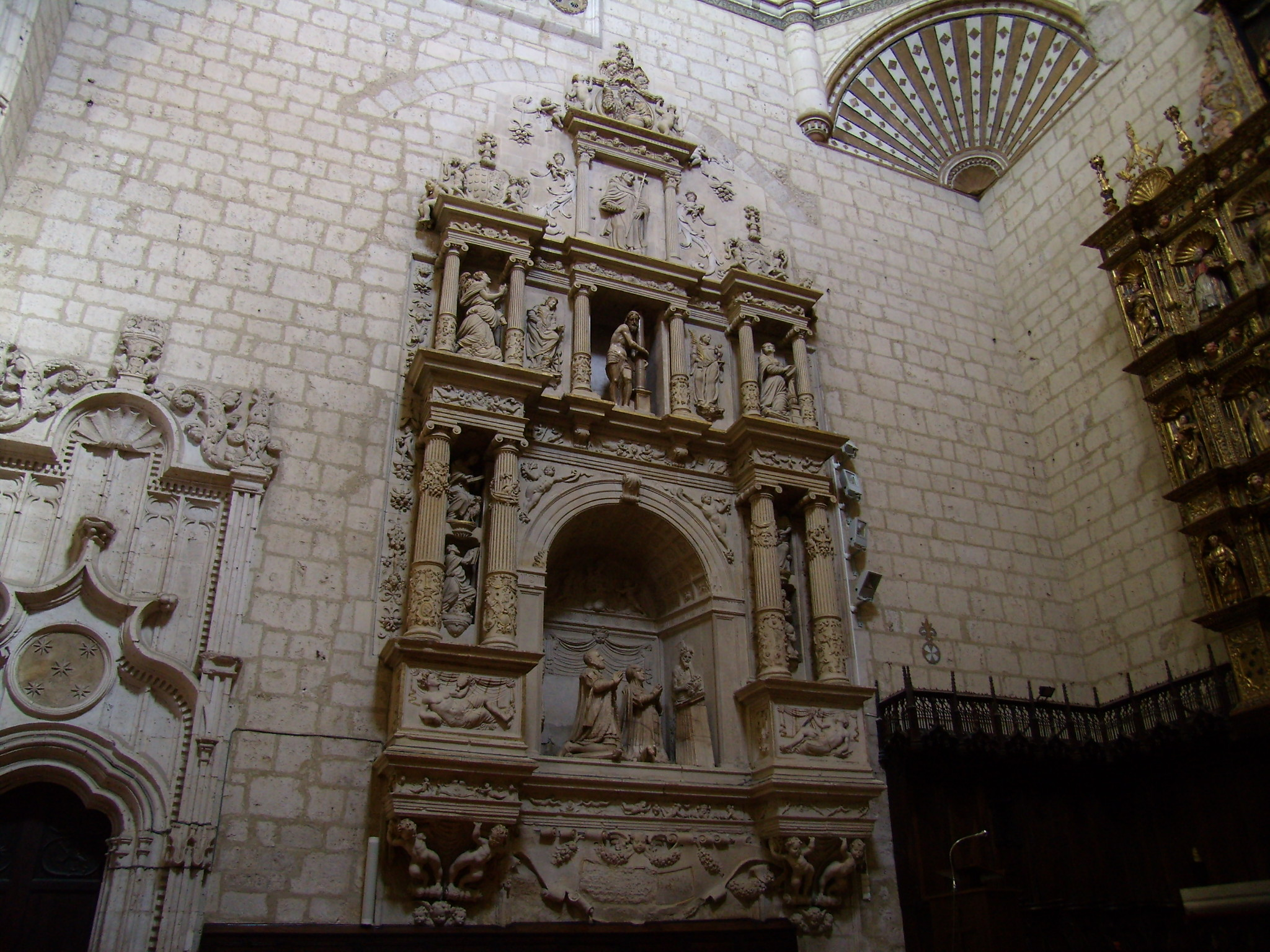
Mausoleu dels Marquesos de Poza, a l'església de san Pablo de Palència, obra de Francisco Giralte.

Francisco Giralte, (Valladolid, c. 1500 - Madrid, 1576) va ser un escultor del Renaixement. Pertany a l'escola de Palència d'escultura, molt important durant els segles  XV i  XVI. Sembla que va ser deixeble, primer, i col·laborador més tard, d'Alonso Berruguete, amb qui va treballar al cor de la Catedral de Toledo; en solitari, va realitzar un retaule per a l'església val·lisoletana de Santa Maria Magdalena i un altre retaule de la  Pietat que es conserva al Museu diocesà de Valladolid. Se l'atribueixen també diversos retaules i escultures conservats avui a la catedral de Palència i el museu parroquial de Paredes de Nava, i el sumptuós mausoleu dels marquesos de Poza, l'església de san Pablo de Palència, a més d'altres obres menors a la resta de la província de Palència. També es considera seu el pas de L'entrada triunfal de Jesús a Jerusalén que desfila el Diumenge de Rams a Valladolid.
Instal·lat a Madrid, va treballar al retaule de la Capella del Bisbe de Madrid, per encàrrec de Gutierre de Vargas i Carvajal, bisbe de la diòcesi de Plasència, realitzant també, segons la majoria d'estudiosos, el sepulcre d'aquest mecenes i dels seus progenitors, conservats a la mateixa capella. El conjunt es considera comunament la seva obra mestra. En aquesta etapa va contractar també un retaule per a l'església de san Eutropio de El Espinar (Segòvia), encara que almenys parcialment és obra dels seus ajudants. Posteriorment va treballar a Plasència a l'estàtua del successor del senyor Gutierre al bisbat, Pedro Ponce de León.
El seu estil deriva clarament del del seu mestre Alonso Berruguete, a qui segueix en les seves figures cargolades i de rostres molt expressius, vorejant el patetisme, encara que Giralte tempera a moltes de les seves obres aquestes característiques atorgant als seus models una més gran serenitat. Realitza panys molt complicats i drapats, que remarquen l'anatomia de les figures. Els seus retaules, com el de la capella del Obispo, són bigarrats i tendents a l'exuberància decorativa i «l'horror vacui», molt a la línia del manierisme que triomfava a l'època, i comparables en uns certs aspectes als de l'altre gran mestre castellà Juan de Juni.